# Wängle
Wängle ist eine Gemeinde mit 994 Einwohnern (Stand 1. Jänner 2024) im Bezirk Reutte in Tirol (Österreich).

## Geografie
Wängle liegt westlich von Reutte im Reuttener Becken am Fuß des Ski- und Wandergebietes Hahnenkamm. Es gehört zu den ältesten Siedlungsgebieten im Außerfern. Das Haufendorf ist mit den umliegenden Weilern weitgehend zusammengewachsen. Das Dorf Hinterbichl bildet eine im Gemeindegebiet von Lechaschau liegende Exklave.

### Gemeindegliederung
Das Gemeindegebiet besteht aus zwei Katastralgemeinden (Fläche Stand 31. Dezember 2023):
- Hinterbichl (Exklave; 22,33 ha)
- Wängle (912,43 ha)

Die Gemeinde gliedert sich in vier Ortschaften (Einwohner Stand 1. Jänner 2024):
- Hinterbichl (36)
- Holz (176)
- Wängle (610)
- Winkl (172)

Niederwängle ist ein Ortsteil.

### Nachbargemeinden
|                    | Musau                                       |            |
| Nesselwängle       | Kompassrose, die auf Nachbargemeinden zeigt | Lechaschau |
| Weißenbach am Lech | Höfen                                       |            |

## Geschichte
Wegen seiner Lage auf einer Terrasse war Wängle wahrscheinlich die älteste Siedlung des Talbeckens Reutte. Urkundlich erwähnt wurde Wängle erstmals 1278 als „Wengelin“. Der Name ist die Verkleinerungsform des altschwäbischen Wortes Wang und bedeutet ‚kleine Feuchtwiese‘ oder ‚Wiesenhang‘. Der Name war ursprünglich der Flurname das/im Wängle.
Wängle war für viele Jahrhunderte der kirchliche und wirtschaftliche Mittelpunkt der Großgemeinde provincia aschowe (heute Lechaschau), die auf der linken Lechseite von Pflach bis Vorderhornbach reichte. Im Jahr 1610 wurde das Gebiet vom Kloster St. Mang in Füssen an Tirol verkauft. Zwei Jahre davor waren die Wälder aufgeteilt worden und die „Fünf Örter“ verselbständigten sich langsam. Gegen Ende des 17. Jahrhunderts lösten sich mit Vorderhornbach und Weißenbach die ersten Pfarren von der Mutterpfarre und mit der Auflösung des Gerichtes 1806 entstanden die heute selbständigen Gemeinden Wängle, Höfen, Lechaschau, Weißenbach und Vorderhornbach.
Von 1938 bis 1945 war Wängle in die Großgemeinde Reutte eingegliedert.
Einen Zuverdienst brachte der Salztransport, der in der schneefreien Zeit auch über das Tiefjoch zum Salzstadel nach Nesselwängle durchgeführt wurde. Ansonsten waren Viehzucht und die Saisonarbeit im Ausland bis nach dem Ersten Weltkrieg die Haupterwerbsquelle der Bevölkerung.
2007/2008 wurde die Postleitzahl von 6600 auf 6610 geändert, Wängle war damit die erste Gemeinde des Reuttener Talkessels mit einer neuen Postleitzahl.

## Kultur und Sehenswürdigkeiten

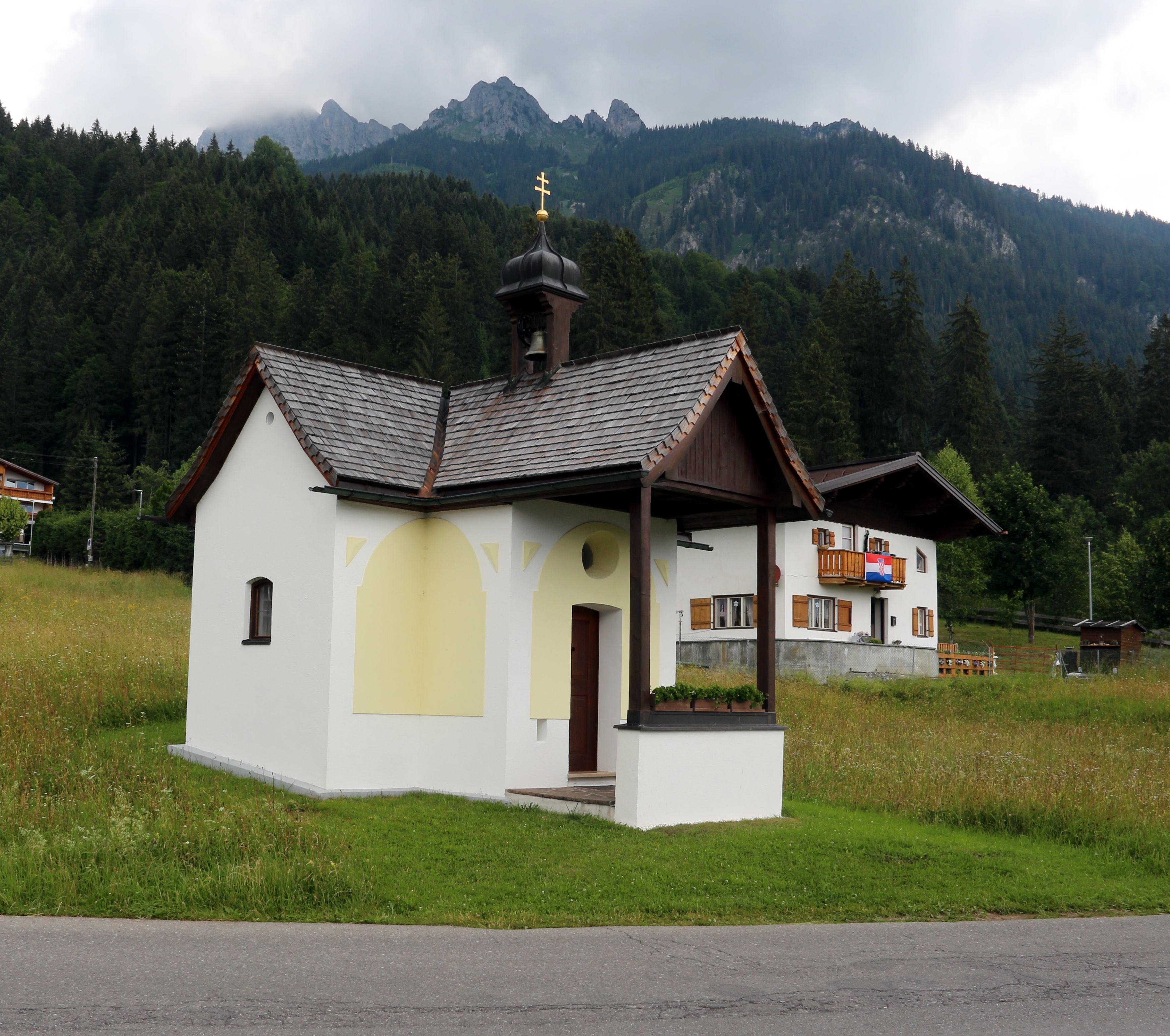
Ortskapelle Holz

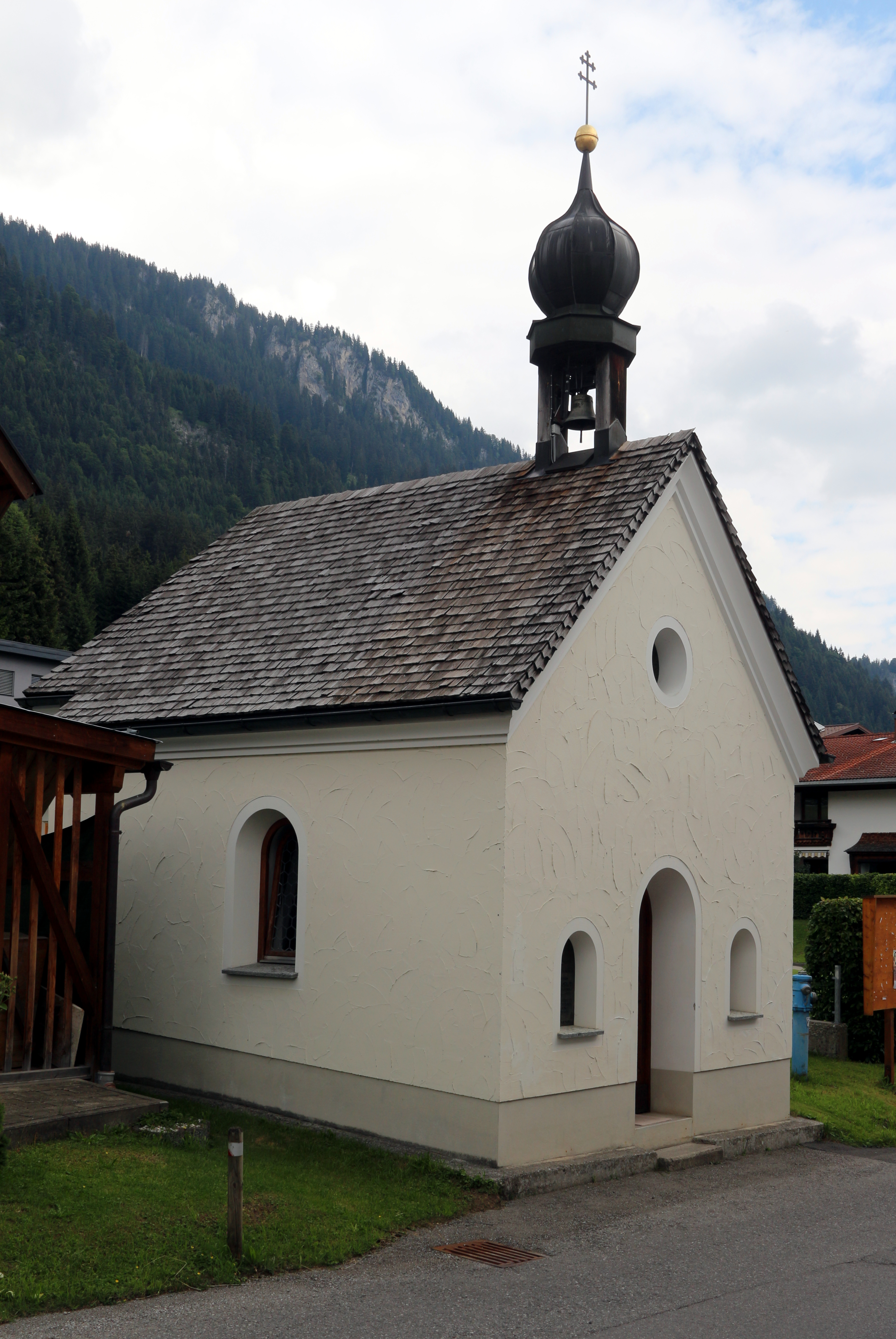
Ortskapelle Winkl

- Katholische Pfarrkirche Wängle hl. Martin
- Herz-Jesu-Kapelle
- Kolomankapelle
- Ortskapelle Holz
- Ortskapelle Winkl

## Wirtschaft und Infrastruktur

### Wirtschaftssektoren
Im Jahr 2010 wurden von den landwirtschaftlichen Betrieben vier im Haupt-, dreizehn im Nebenerwerb, einer von einer Personengesellschaft und sieben von juristischen Personen geführt. Diese letzten bewirtschafteten beinahe neunzig Prozent der Flächen. Der größte Arbeitgeber im Dienstleistungssektor war der Bereich Beherbergung und Gastronomie gefolgt von den sozialen und öffentlichen Diensten.
| Wirtschaftssektor            | Anzahl Betriebe | Anzahl Betriebe | Erwerbstätige | Erwerbstätige |
| Wirtschaftssektor            | 2011            | 2001            | 2011          | 2001          |
| ---------------------------- | --------------- | --------------- | ------------- | ------------- |
| Land- und Forstwirtschaft 1) | 25              | 26              | 14            | 5             |
| Produktion                   | 4               | 1               | 7             | 9             |
| Dienstleistung               | 32              | 24              | 61            | 72            |

1) Betriebe mit Fläche in den Jahren 2010 und 1999

### Berufspendler
Im Jahr 2011 lebten fast 400 Erwerbstätige in Wängle. Etwas über fünfzig arbeiteten in der Gemeinde, mehr als achtzig Prozent pendelten aus, blieben aber überwiegend im Bezirk Reutte.

### Fremdenverkehr
Wängle liegt an der Sonnenseite der Ferienregion Reutte in ruhiger Lage. Viele Wander- und Nordic-Walking-Wege führen am Rande des Talkessels entlang oder über Steige ins Wandergebiet des Hahnenkamms.
Hütten & Almen: Gehrenalpe, Lechaschauer Alpe, Schneetalalm, Höfener Alm, Cillyhütte (im Winter: Cillyhütte und Singerhütte).
Wängle liegt am Fernradweg, der als Via Claudia Augusta entlang einer gleichnamigen antiken Römerstraße verläuft.
Die Anzahl der Übernachtungen stieg von 45.000 im Jahr 2010 auf 60.000 im Jahr 2019. Die wichtigste Zeit ist eine lange Sommersaison von Juni bis Oktober, eine kleinere Spitze gibt es auch von Jänner bis März.

### Sport
2005 fand im Skigebiet der Reuttener Seilbahnen die Skispeed-Weltmeisterschaft statt.

## Politik

### Gemeinderat
Für den Gemeinderat werden elf Mandatare gewählt:
| Partei                           | 2010             | 2010             | 2016             | 2016             | 2022             | 2022             |
| Partei                           | %                | Mandate          | %                | Mandate          | %                | Mandate          |
| -------------------------------- | ---------------- | ---------------- | ---------------- | ---------------- | ---------------- | ---------------- |
| Aktive Bürgervertretung Wängle   | 36,15            |                  | 35,05            | 4                | 53,20            | 6                |
| Allgemeine Wängler Gemeindeliste | 41,28            |                  | nicht kandidiert | nicht kandidiert | 46,80            | 5                |
| Neue Wängler Bürgerliste         | 22,57            |                  | 23,54            | 3                | nicht kandidiert | nicht kandidiert |
| AWG – Gemeinsam für Wängle       | nicht kandidiert | nicht kandidiert | 41,41            | 4                | nicht kandidiert | nicht kandidiert |

### Bürgermeister
Der Wängler Gemeinderat hat in seiner Sitzung vom 11. Oktober 2021 einstimmig seine Selbstauflösung beschlossen. Die Gemeinde wurde bis Wahl am 9. Jänner 2022 von einem von der BH Reutte bestellten Amtsverwalter betreut.
Neuer Bürgermeister ist Florian Barbist, gewählt mit 53 % (290 Stimmen).

### Wappen
Blasonierung:
„In Blau ein auf silbernem Pferd über grünem Schildfuß reitender schwarzgewandeter heiliger Martin, einen roten Mantel mit dem Schwert teilend.“
Das 1976 verliehene Gemeindewappen zeigt den Kirchenpatron und erinnert an die Bedeutung als früherer kirchlicher Mittelpunkt der Region.

## Persönlichkeiten

### Söhne und Töchter der Gemeinde
- Ignaz Zangerle (1905–1987), Erwachsenenbildner
- Harti Weirather (* 1958), Abfahrtsweltmeister von 1982

### Ehrenbürger
- Arthur Storf[16]